# 胡齐亚一世
胡齐亚一世（英語：Huzziya I），古王国的赫梯国王。继承阿蒙纳之位，在位约5年遇刺身亡。